# Котяла
Котяла (рум. Coteala) — село в Молдові в Бричанському районі. Утворює окрему комуну. Розташоване на півночі країни поблизу кордону з Україною. Відстань до районного центру — 24 км, до Кишнева — 260 км. 
Згідно з переписом населення 2004 року кількість українців складала 17 осіб (0,84%). 

## Географія
У селі річка Коланжур впадає у Ларгу, ліву притоку Пруту.

## Історія
За даними на 1859 рік у власницькому селі Хотинського повіту Бессарабської губернії, мешкало 665 осіб (348 чоловічої статі та 317 — жіночої), налічувалось 90 дворових господарств, існувала православна церква.
Станом на 1886 рік у царачькому селі Липканської волості, мешкала 971 осіба, налічувалось 159 дворових господарств, існувала православна церква.